# 天龙八部之乔峰传
《天龙八部之乔峰传》（英語：Sakra）是2023年香港武侠电影。本片根据金庸作品《天龙八部》改编，由甄子丹担任总导演、监制并出演乔峰，闞家偉和鄭偉文導演，陳鈺琪和劉雅瑟領銜主演，在2023賀歲檔1月16日在马来西亚、新加坡院线上映，1月19日在香港、澳门院线上映，1月20日在台湾院线上映，1月21日在中国大陆流媒体平台上线。華特迪士尼公司已購入本片獨家版權，並於2023年6月1日在Disney+獨家串流上線及迪士尼傳媒集團旗下衛視電影台獨家首播。

## 劇情
姑苏城中酒楼，丐帮帮主乔峰遇见鸠摩智一行，一番交手击败鸠摩智，救出大理段誉。杏子林中，丐帮众长老和马夫人指控乔峰为外族贼子，逼其交出打狗棒退位。
阿朱被慕容复遣去少林寺盗易筋经，被大力金刚掌打伤，乔峰将其救出重围。为给阿朱治病，乔峰前往聚贤庄求问薛神医，遇到各派众人合力围攻，乔峰以一敌百，血战后被黑衣人救走。
慕容复引乔峰见证宋兵残杀契丹人一幕，乔峰一激之下杀死全部宋兵。雁门关外，阿朱纵马而来，与乔峰再遇。马夫人和白世镜合计构陷段正淳为“带头大哥”。小镜湖之夜，乔峰未听小僧虚竹之劝，前去找段正淳报仇，不料一掌错杀易容的阿朱。
乔峰找上白世镜，得知白竟已投靠慕容复；阿紫同时赶到，以毒将马夫人毁容。慕容复随后率兵马前来，白世镜和马夫人皆被慕容家乱箭射死。乔峰和慕容复终极一战，以降龙十八掌将其击倒。
塞外，乔峰为阿朱立墓，后与阿紫一同纵马前往辽国大帐...

## 演員
| 演員                  | 角色                |
| 甄子丹                | 乔峰                |
| 陳鈺琪                | 阿朱                |
| 劉雅瑟                | 阿紫                |
| 王君馨                | 馬夫人              |
| 惠英紅                | 阮星竹              |
| 吴樾 （粵配：袁文傑） | 慕容复              |
| 張兆輝                | 段正淳              |
| 杜玉明                | 白世镜              |
| 呂良偉                | 慕容博              |
| 徐小明                | 鳩摩智              |
| 蔡祥宇                | 阿碧                |
| 袁祥仁                | 薛慕华              |
| 赵华为                | 段誉                |
| 甄子丹                | 萧远山              |
| 胡然                  | 萧夫人              |
| 喻亢                  | 游駒                |
| 徐向東                | 玄難                |
| 严华                  | 马大元              |
| 曹世平                | 玄苦                |
| 李卫                  | 玄慈                |
| 王宝强                | 虚竹 (国配: 王宝强) |

## 制作
- 2022年4月，本片在广电总局备案为网络电影。[12]
- 2022年5月18日，在第75屆坎城影展上发布了概念海报，并经由荷里活報道宣布了制片阵容，包括导演郑伟文、监制及主演甄子丹。[8][13][9]同日，甄子丹接受香港東方日報专访，表示自己考虑了数个月才接拍本片，被王晶的诚意所打动，此外还声明不会采用整容演员担任女主角。[14]
- 2022年7月20日，无限自在总裁朱玮杰宣布徐小明加入本片演员阵容。[15]
- 2022年7月22日，刘雅瑟接受香港東方日報专访，表示自己将加入本片演员阵容。[16]
- 2022年8月2日，王君馨在社交网站发布了自己在横店影视城身着“乔峰传”T恤的照片，后表示自己将加入本片演员阵容，但不会是女主角。[17]
- 2022年9月16日，首度曝光甄子丹与陈钰琪的片场片段。[18]
- 2022年10月，本片杀青[19]，进入后期制作[20][21]。

## 發行
本片定于2023年1月16日在马来西亚、新加坡院线上映，1月19日在香港、澳门院线上映，1月20日在台湾院线上映，1月21日在中国大陆流媒体平台爱奇艺、腾讯视频、优酷以网络电影的形式上线，会员模式付费9元人民币。2023年4月18日在北美上映。
2022年12月14日發佈首個預告。甄子丹同时表示该片是在經費不多、時間和資源非常有限的状况下拍攝的，制作团队甚至願意為了拍好這電影而自願減價沒有收足酬金。2023年1月4日公开演员全阵容。
本片于1月12日在新加坡举行记者会和影迷见面，甄子丹出席。于2023年1月13-14日在马来西亚举行大型影迷见面会和首映礼，甄子丹出席。1月19日在韩国首尔举行新闻发布会，甄子丹和王晶出席。甄子丹在韩宣传期间还参加录制《Running Man》宣传本片。
迪士尼旗下的流媒體平台Disney+宣佈已購入電影，並於2023年6月1日晚上9:30在Disney+獨家串流上線及迪士尼傳媒旗下衛視電影台獨家首播。 

### 票房
馬來西亞自1月16日133间戏院上映上映，至23日上映8天，大馬票房直逼320萬令吉，成為馬來西亞賀歲檔票房冠軍。截至年初四，以420萬令吉排第一位。在馬來西亞上映13天的票房为520万令吉。
此外，亦成為新加坡港產賀歲片冠軍。在中国大陆上线10天后，网络付费观影超500万人次，爱奇艺、腾讯视频、优酷三平台网络票房共计近三千万元人民币。

## 歌曲
| 曲序 | 曲目                       |      | 作曲   |
| ---- | -------------------------- | ---- | ------ |
| 1.   | 《萬水千山縱橫》（片尾曲） | 黃霑 | 顧嘉煇 |

## 制作团队
本片的制作团队包括了：
- 导演：甄子丹（总）、阚家伟、郑伟文
- 動作指導：谷垣健治、嚴華
- 造型設計： 劉世運
- 剪接： 李嘉榮
- 攝影指導： 陳志英

## 奬項
| 年份 | 颁奖典礼             | 奖项         | 入圍者         | 结果 |
| ---- | -------------------- | ------------ | -------------- | ---- |
| 2024 | 第42屆香港電影金像獎 | 最佳動作設計 | 谷垣健治、嚴華 | 提名 |

## 備註
1. ↑  截至2023年3月10日